# Universitat Nacional Experimental de la Gran Caracas
La Universitat Nacional Experimental de la Gran Caracas (Unexca) és una universitat pública de Veneçuela, cotutelada pel Ministeri del Poder Popular per a l'Educació Universitària, Ciència i Tecnologia, la seu principal està situada en la Urbanització la Floresta, parròquia Chacao, Municipi Chacao, a l'est del centre geogràfic de la Gran Caracas. Va ser fundada el 27 de febrer de 2018.

## Història
La Universitat Nacional Experimental de la Gran Caracas, sorgeix de la transformació conjunta del Col·legi Universitari Francisco de Miranda (CUFM), del Col·legi Universitari Professor José Lorenzo Pérez Rodríguez (CUPJLPR) i del Col·legi Universitari de Caracas (CUC).
Aquest centre d'educació universitària superior universitària s'origina assumint la gestió de Programes Nacionals de Formació (PNF), carreres i Programes de Formació Avançada (PFA) autoritzats per l'Oficina de Planificació del Sector Universitari (OPSU), els quals passaran a conformar l'àrea acadèmica inaugural de pregrau de la universidad.
El 27 de febrer de 2018, mitjançant la Gaseta Oficial Extraordinària N ° 41.349, va ser publicat el Decret Presidencial N ° 3.293, pel qual es creava la Universitat Nacional Experimental de la Gran Caracas (Unexca), en conveni amb la Missió Alma mater, com Universitat Nacional Experimental, amb personalitat jurídica i patrimoni propi, diferent i independent del Tresor Nacional.
L'1 d'agost de 2018, mitjançant Gaseta Oficial N ° 41.451, és designat el professor Ali Ramon Rojas Olaya, com a primer rector de la Universitat Nacional Experimental de la Gran Caracas.